# Bombus imitator
Bombus imitator (saknar svenskt namn) är en insekt i överfamiljen bin (Apoidea) och släktet humlor (Bombus) som lever i Kina.

## Utseende
Bombus imitator är en medelstor humla; drottningen är omkring 19 mm, arbetare mellan 12 och 19 mm, samt hanar 16 till 18 mm. Huvudet är normalt svart, mellankroppen gul, ibland med en centralt placerad svart fläck, som kan förlängas till ett band mellan vingfästena. De två främsta bakkroppssegmenten är gula, det tredje svart, och resten av bakkroppen orangeröd. Variationer finns: Mindre arbetare saknar den svarta markeringen på mellankroppen; de allra minsta kan helt sakna svart på kroppen, till och med huvudet kan vara gult. Arten har mörkbruna vingar och medellång tunga.

## Vanor
Arten är en inte särskilt vanlig humla som finns på lägre höjd, 800 till 1 600 m, vid foten av högre berg.  Flygtiden varar mellan mitten av april och mitten av september.

## Utbredning
Bombus imitator finns från centrala och södra Kina (provinserna Sichuan, Gansu, Qinghai, Hubei, Guizhou, Hunan, Guangxi, Fujian och Zhejiang).